# Алексеев, Николай Николаевич (маршал войск связи)
Никола́й Никола́евич Алексе́ев (31 мая [13 июня] 1914, Ростов, Ярославская губерния — 12 ноября 1980, Москва) — советский военачальник, маршал войск связи (1979). Заместитель министра обороны СССР по вооружению (1970—1980).

## Довоенный период и Великая Отечественная война
Из семьи рабочего-закройщика. В 1917 году после смерти отца переехал с матерью в Ярославль, а в 1927 году в Ленинград. Там окончил школу в 1930 году и Ленинградский электротехнический техникум. Во время учёбы много занимался в кружках и секциях конструированием радиоприёмников и иной аппаратуры. С 1932 года для материальной помощи матери перевёлся на вечернее отделение этого техникума и устроился техником-электриком на ленинградский завод «Электроаппарат».
На военной службе в Красной Армии с 1935 года. В феврале 1940 года окончил Военную электротехническую академию РККА имени С. М. Будённого, после чего преподавал радиотехнику и радиолокацию в Ленинградском военном училище связи имени Ленсовета. Участвовал в боевых действиях в ходе советско-финской войны, будучи направлен на боевую практику в действующую армию в должности начальника ремонтной мастерской средств связи 19-го стрелкового корпуса 7-й армии в звании воентехника 2-го ранга.
В первый год Великой Отечественной войны (с августа 1941 года) находился на преподавательской работе в Ленинградском училище воздушного наблюдения, оповещения и связи (ВНОС), где в это время была срочно организована ускоренная подготовка операторов радаров (училище действовало в эвакуации в городе Бирск Башкирской АССР). Там одним из его курсантов был будущий знаменитый конструктор в области радиоэлектроники Г. В. Кисунько, позднее оставивший о своём преподавателе очень тёплые отзывы в своих мемуарах. С июня 1942 года служил в штабе войск ПВО, отвечал за ведение работ по внедрению в войска новейших радиолокационных станций РУС-1, РУС-2, СОН-2. Во время одной из многочисленных командировок в действующую армию при выполнения боевого задания на Северном Кавказе в августе 1942 года самолёт, на котором летел Алексеев с группой специалистов, был сбит немецким истребителем, большая часть пассажиров погибла, а сам он получил тяжёлые ранения в обе ноги и спину. После 14-месячного лечения в госпиталях Уфы, Энгельса, Томска военно-врачебная комиссия вынесла решение об увольнении из армии в связи с инвалидностью, но Алексеев добился своего восстановления в строй (потом всю жизнь заметно прихрамывал). С октября 1943 года — начальник отделения радиопеленгаторов управления вооружения Западного фронта ПВО, с июня 1944 года — начальник отдела управления вооружения Северного фронта ПВО, с января 1945 года — начальник отдела снабжения, эксплуатации, ремонта и учета радиопеленгаторов Управления вооружения Западного фронта ПВО.

## Послевоенное время
После войны с 1945 года служил в Главном артиллерийском управлении: заместитель начальника радиолокационного отдела Артиллерийского комитета, начальник отдела и начальник управления. Курировал разработку, войсковые испытания и принятие на вооружение станции наземной артиллерийской разведки СНАР-1, работая в творческом содружестве с её главным конструктором А. А. Расплетиным. В то время эта станция не имела аналогов в мире. С декабря 1950 года был начальником 1-го управления 5-го Главного управления Военного министерства СССР. В 1951 году по поручению министра Маршала Советского Союза А. М. Василевского подготовил и зачитал доклад о перспективах развития радиолокационной техники на совещании у первого заместителя председателя Правительства СССР Маршала Советского Союза Н. А. Булганина, которое произвело большое впечатление на всех участников совещания своей грамотностью, обоснованностью и государственным подходом к делу. После совещания Булганин в мае 1951 года пригласил Алексеева на работу в аппарат Совета Министров СССР. Там Алексеев работал членом Бюро по военно-промышленным вопросам при Президиуме Совета Министров СССР, секретарём комиссии по оборонным вопросам при Президиуме ЦК КПСС, заведующим секретариатом и помощником председателя Правительства СССР, а с марта 1953 по февраль 1955 года в звании полковника и генерал-майора был порученцем министра обороны СССР Маршала Советского Союза Н. А. Булганина. В Совете Министров СССР занимался вопросами оборонной промышленности, а именно производством радиотехнического оборудования. С января 1959 года — первый заместитель председателя, а с декабря 1960 года — председатель Научно-технического комитета Генерального штаба Вооружённых сил СССР. На этом посту осуществлял координацию научно-исследовательских и опытно-конструкторских работ по созданию и гармоничному развитию отечественного оружия и военной техники. 
С сентября 1970 года до конца жизни — заместитель министра обороны СССР по вооружению. Участник знаменитых переговоров с США 1972 года, закончившихся подписанием Договора по ПРО. Воинское звание маршал войск связи присвоено указом Президиума Верховного Совета СССР от 25 октября 1979 года. Единственный военачальник, получивший это звание не в должности начальника войск связи МО СССР.
Член ВКП(б) с 1939 года. Избирался депутатом Верховного Совета РСФСР 8—9 созывов (1971—1980).
Скончался 12 ноября 1980 года. Похоронен на Новодевичьем кладбище Москвы.
Был женат, имел двоих детей.

## Награды
- Орден Ленина;
- Орден Октябрьской Революции;
- Орден Красного Знамени (26.04.1945);
- Орден Трудового Красного Знамени;
- четыре ордена Красной Звезды (05.11.1942, 16.05.1944, ...);
- Орден «За службу Родине в Вооружённых Силах СССР» 3-й степени;
- медали СССР
- Лауреат Сталинской премии (1951)

иностранные ордена и медали
- Офицерский Крест ордена Возрождения Польши (Польша, 6.10.1973)
- Серебряный Крест заслуги (Польша, 21.05.1946)
- Орден Тудора Владимиреску 2-й (Румыния, 1.10.1974)
- Орден Народной Республики Болгария 1-й степени (Болгария, 14.09.1974)
- Орден Боевого Красного Знамени (МНР, 6.07.1971)
- Медаль «Братство по оружию» в золоте (ГДР)
- Медаль «90 лет со дня рождения Георгия Димитрова» (Болгария, 23.02.1974)
- Медаль «За укрепление братства по оружию» (Болгария, 1977)
- Медаль «100 лет Освобождения Болгарии от османского рабства» (Болгария, 22.11.1978)
- Медаль «За боевое содружество» I степени (Венгрия)
- Медаль «30 лет освобождения Румынии» (Румыния, 18.11.1974)
- Медаль «Военная доблесть» I класса (Румыния, 4.09.1980)
- Медаль «За укрепление дружбы по оружию» (ЧССР, 1970)
- Медаль «20-я годовщина Революционных Вооружённых сил Кубы» (Куба)
- Медаль «30 лет Победы над милитаристской Японией» (МНР, 1975)
- Медаль «30 лет Халхин-Гольской Победы» (МНР, 15.08.1969)
- Медаль «50 лет Монгольской Народной Армии» (МНР, 15.03.1971)
- Медаль «50 лет Монгольской Народной Революции» (МНР, 16.12.1971)
- Медаль «40 лет Халхин-Гольской Победы» (МНР, 26.11.1979)

## Высшие воинские звания
- Генерал-майор инженерно-технической службы (31.05.1954)
- Генерал-лейтенант инженерно-технической службы (9.05.1961)
- Генерал-полковник инженерно-технической службы (19.02.1968)  переаттестация в Генерал-полковник-инженер (18.11.1971)
- Маршал войск связи (25.10.1979)

## Память
- Бюст Николая Николаевича Алексеева установлен на аллее маршалов войск связи на территории Военной академии связи имени С. М. Будённого в Санкт-Петербурге[6].
- В городе Ростове Ярославской области него именем названа улица Маршала Алексеева, а в Нижнем Новгороде — средняя школа.